# Valódi békafélék
A valódi békafélék (Ranidae) a kétéltűek (Amphibia) osztályába és  a békák (Anura) rendjébe tartozó  család. Ez a Földön legszélesebb körben elterjedt békacsalád. A világ minden részén nagy számban fordulnak elő, az Antarktisz kivételével minden kontinensen megtalálhatók: Észak-Amerikában, Dél-Amerika északi területein, Európában, Afrikában (beleértve Madagaszkárt is) és Ázsiában. Ázsiai elterjedési területe kiterjed az ázsiai szubkontinensre és Új-Guineára. A családba tartozó egyik faj (Hylarana daemelii) egészen Ausztrália északi részéig is eljutott.
A valódi békafélék fajai általában sima és nedves bőrűek, lábuk erőteljes, lábfejükön jól fejlett úszóhártya található. Méretük változatos. 
Számos valódi békaféle vízi életmódot folytat, vagy víz közelében található meg. A legtöbb faj a vízbe helyezi petéit, kifejlődésük során az ebihal állapot is megfigyelhető. Mint a legtöbb békacsalád esetében élőhelyük nagyfokú változatosságot mutat. Vannak közöttük erdei életmódot folytató fajok is, és a családba tartozik a brakkvízben élni képes kevés kétéltűfaj is.

## Rendszerezésük
A valódi békafélék (Ranidae) taxonómiai felosztása sok vita tárgyát képezi, de a legtöbb rendszer kezd egyetértésre jutni. Egyes korábbi alcsaládokat önálló családként ismernek el (Petropedetidae, Cacosterninae, Mantellidae és Dicroglossidae). A Rana nemet feldarabolták, így mérete jelentősen csökkent.
Ebben a népes családban a tanulmányok több származási ágat azonosítanak.
- A Staurois nem valószínűleg a Raninae származási vonal elágazása.
- Az Amolops egy körülhatárolt monofiletikus csoportot alkot.
- Az  Odorrana és a Rana néhány kisebb fajszámú nemmel együtt egy másik csoportot alkot.
- A Clinotarsus, a Huia és a Meristogenys nemekből álló csoport.
- A Babina, a Glandirana, a Hylarana, a Pulchrana, a Sanguirana és a Sylvirana, valamint a nem monofiletikus Hydrophylax és Pelophylax nemekből tévesen meghatározott csoport. Egyes rendszerek a Hylarana junior szinonímájaként kezelik ezeket.[5]

### A családba tartozó nemek

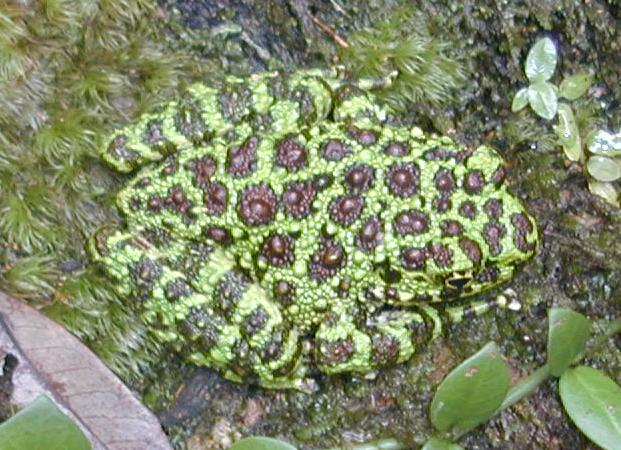
Odorrana ishikawae

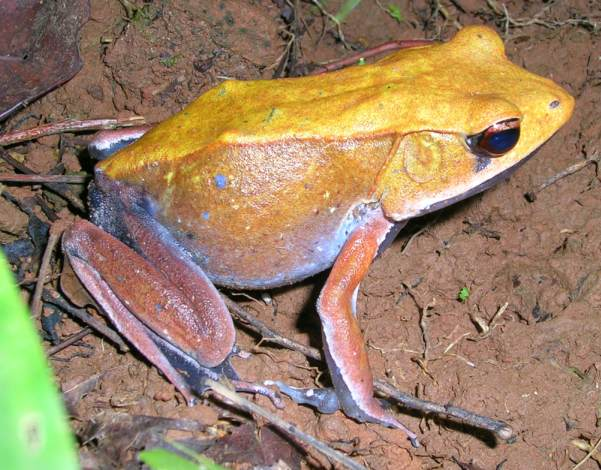
Clinotarsus curtipes

A korábban a Ranidae családba tartozó alcsaládok többségét ma már önálló családként kezelik. A családba a következő nemek tartoznak:
- Abavorana Oliver, Prendini, Kraus & Raxworthy, 2015
- Amnirana Dubois, 1992
- Amolops Cope, 1865
- Babina Thompson, 1912
- Bijurana Chandramouli, Hamidy, & Amarasinghe, 2020
- Chalcorana Dubois, 1992
- Clinotarsus Mivart 1869
- Glandirana Fei, Ye & Huang, 1990
- Huia Yang, 1991
- Humerana Dubois, 1992
- Hydrophylax Fitzinger, 1843
- Hylarana Tschudi 1838
- Indosylvirana Oliver, Prendini, Kraus & Raxworthy, 2015
- Lithobates Fitzinger, 1843
- Meristogenys Yang, 1991
- Nidirana Dubois, 1992
- Odorrana Fei, Ye & Huang, 1990
- Papurana Dubois, 1992
- Pelophylax Fitzinger 1843
- Pseudorana Fei, Ye & Huang, 1990
- Pterorana Kiyasetuo & Khare, 1986
- Pulchrana Dubois, 1992
- Rana Linnaeus, 1758
- Sanguirana Dubois, 1992
- Staurois Cope, 1865
- Sumaterana Arifin, Smart, Hertwig, Smith, Iskandar & Haas, 2018
- Sylvirana Dubois, 1992

### Incertae sedis
Néhány taxon incertae sedis, azaz bizonytalan státuszúként szerepel a Ranidae családban.
- "Hylarana" chitwanensis (Das, 1998)
- "Hylarana" garoensis (Boulenger, 1920)
- "Hylarana" lateralis (Boulenger, 1887)
- "Hylarana" latouchii (Boulenger, 1899)
- "Hylarana" margariana Anderson, 1879
- "Hylarana" montivaga (Smith, 1921)
- "Hylarana" persimilis (Van Kampen, 1923)